# Brian Cox (fisico)
Brian Edward Cox (Oldham, 3 marzo 1968) è un fisico, conduttore televisivo, scrittore  e musicista britannico.

## Carriera
È un professore di fisica delle particelle presso il Dipartimento di fisica e astronomia dell'Università di Manchester. È meglio conosciuto al pubblico come presentatore di programmi scientifici, in particolare per la serie The Infinite Monkey Cage e Wonders of... per la BBC Radio e anche come autore di libri come Why Does E=mc²? (2011) e The Quantum Universe: Everything That Can Happen Does Happen (2011), entrambi con Jeff Forshaw.
Prima della sua carriera accademica, era un tastierista per le band britanniche Dare e D:Ream. Con i Dare ha pubblicato due album, ovvero Out of the Silence (1989) e Blood from Stone (1991). Con i D:Ream ha preso parte all'album D:Ream on Volume 1 (1993).

## Televisione
Lista parziale
- Horizon (2005-2009) - 6 episodi
- The Big Bang Machine (2008)
- Wonders of the Solar System (2010)
- Dani's House (2010)
- QI (2011-2012) - 2 episodi
- Stargazing Live (2011-2017; 2019)
- Wonders of the Universe (2011)
- A Night with the Stars (2011)
- Doctor Who (2012) - cameo
- Wonders of Life (2013)
- Science Britannica (2013)
- The Science of Doctor Who (2013)
- In Search of Science (2013) - 3 episodi
- Human Universe (2014)
- Forces of Nature (2016)
- The Entire Universe (2016)
- The Planets (2019)
- Brian Cox's Adventures in Space and Time	(2021)
- Universe (2021)
- Brian Cox: Seven Days on Mars (2022)
- Solar System (2024)

## Pubblicazioni
- Why Does E=mc²? (And Why Should We Care?) (con Jeff Forshaw) (2009)
- Wonders of the Solar System (con Andrew Cohen) (2010)
- Wonders of the Universe (con Andrew Cohen) (2011)
- The Quantum Universe (And Why Anything That Can Happen, Does) (con Jeff Forshaw) (2011)
- Wonders of Life: Exploring the Most Extraordinary Phenomenon in the Universe (con Andrew Cohen) (2013)
- Human Universe (con Andrew Cohen) (2014)
- Forces of Nature (con Andrew Cohen) (2016)
- Universal: A Guide to the Cosmos (con Jeff Forshaw) (2016)
- Black Holes: The Key to Understanding the Universe (con Jeff Forshaw) (2022)

## Premi e riconoscimenti
- Nel 2002 è stato eletto International Fellow del The Explorers Club
- Nel 2006 ha ricevuto il Premio Lord Kelvin dalla British Association
- È stato nominato Ufficiale dell'Ordine dell'Impero Britannico (OBE) nel 2010 per i servizi alla scienza e Commendatore dell'Ordine dell'Impero Britannico (CBE) nel 2020 per i servizi alla promozione della scienza
- Il 15 marzo 2011 ha ricevuto i premi come "miglior presentatore" e "miglior programma di scienza/storia naturale" dalla Royal Television Society for Wonders of the Universe
- Il 25 marzo 2011 ha ottenuto, ai Broadcasting Press Guild Awards, il premio nella categoria "miglior interprete in un ruolo non recitativo", mentre il suo programma Wonders of the Solar System è stato nominato miglior serie di documentari del 2010
- Nel luglio 2012 ha ricevuto un dottorato honoris causa dall'Università di Huddersfield
- Nel 2012 Nello stesso anno, è stato insignito con la Medaglia del Presidente dell'Istituto di fisica da Sir Peter Knight
- Il 5 ottobre 2012 Cox ha ricevuto un dottorato honoris causa dalla Open University per il suo "contributo eccezionale all'istruzione e alla cultura"
- Nel 2012 è stato anche insignito del Premio Michael Faraday della Royal Society per il suo eccellente lavoro nella comunicazione della scienza
- Nel 2016 è stato eletto membro della Royal Society (FRS)

## Vita privata
Nel 2003 ha sposato la presentatrice televisiva e scrittrice statunitense Gia Milinovich in Minnesota. La coppia ha un figlio nato nel 2009, mentre Gia Milinovich ha un figlio da una precedente relazione. La famiglia vive a Londra.